# Prêmio Turing
O Prêmio Turing é concedido anualmente pela Association for Computing Machinery (ACM) para uma pessoa selecionada por contribuições à computação. As contribuições devem ser duradouras e fundamentais no campo computacional.
A denominação do prêmio é homenagem a Alan Mathison Turing, um matemático britânico considerado um dos pais da ciência da computação moderna. O prêmio é conhecido como o "Prêmio Nobel da computação". É patrocinado pela Intel Corporation e acompanhado atualmente por um prêmio monetário no valor de 250 mil dólares. A ACM anunciou em 13 de novembro de 2014 que a premiação foi aumentada para 1 milhão de dólares através de recursos fornecidos pelo Google.

## Nacionalidades
A maior parte dos laureados é estadunidense. De 1966 a 2019:
| País           | Laureados |
| -------------- | --------- |
| Estados Unidos | 51        |
| Reino Unido    | 8         |
| Israel         | 4         |
| Canadá         | 3         |
| Noruega        | 2         |
| Países Baixos  | 1         |
| Suíça          | 1         |
| Dinamarca      | 1         |
| Grécia         | 1         |
| Venezuela      | 1         |
| China          | 1         |
| França         | 1         |
| Itália         | 1         |

## Laureados
- Lista de laureados desde 1966 a atualidade.[3]

| Ano  | Nº | Imagem            | Nome                   | País                   | Citação |
| ---- | -- | ----------------- | ---------------------- | ---------------------- | --- |
| 1966 | 1  |                   | Alan Perlis            | Estados Unidos         | Programação avançada e construção de compiladores. |
| 1967 | 2  |                   | Maurice Vincent Wilkes | Reino Unido            | Professor Wilkes é mais conhecido pelo projeto do EDSAC, o primeiro computador com um programa embutido. Construído em 1949, o EDSAC usava uma "mercury delay line memory". É também autor, com David Wheeler e Stanley Gill, de "Preparation of Programs for Electronic Digital Computers" em 1951, em que bibliotecas de programas foram introduzidas de forma eficiente. |
| 1968 | 3  |                   | Richard Hamming        | Estados Unidos         | Pelo seu trabalho em métodos numéricos, sistemas de códigos automáticos, e dectores e corretores de erros de código. |
| 1969 | 4  |                   | Marvin Minsky          | Estados Unidos         | Inteligência artificial. |
| 1970 | 5  |                   | James H. Wilkinson     | Reino Unido            | Pela sua pesquisa em análise numérica que facilitou o uso de computadores digitais rápidos, álgebra linear e análise de erros de "backward". |
| 1971 | 6  |                   | John McCarthy          | Estados Unidos         | Sua palestra "The Present State of Research on Artificial Intelligence". |
| 1972 | 7  |                   | Edsger Dijkstra        | Países Baixos          | Edsger Dijkstra foi o principal contribuidor no final dos anos 1950 para o desenvolvimento do ALGOL, uma linguagem de programação de alto nível, modelo de clareza e rigor matemático. Ele é um dos maiores expoentes na arte e ciência das linguagens de programação, e contribuiu enormemente para a compreessão de sua estrutura, representação, e implementação. Seus quinze anos de publicações vão de artigos teóricos na teoria dos grafos até manuais, textos expositores, e filosofia contemplativa no campo das linguagens de programação.                                                               |
| 1973 | 8  |                   | Charles Bachman        | Estados Unidos         | Pelas contribuições a tecnologia de banco de dados. |
| 1974 | 9  |                   | Donald Knuth           | Estados Unidos         | Pelas suas contribuições na análise de algoritmos e projeto de linguagens de programação, em particular por suas contribuições para "The Art of Computer Programming(A Arte da Programação de Computadores)" por uma série de livros com este título. |
| 1975 | 10 |                   | Allen Newell           | Estados Unidos         | Por juntarem esforços científicos por mais de vinte anos, inicialmente em colaboração com J. C. Shaw na RAND Corporation, e subsequenciamente com numerosos colegas na Carnegie Mellon University, fizeram contribuições básicas para a inteligência artificial, psicologia da cognitividade humana, e processo de listas. |
| 1975 | 11 |                   | Herbert Simon          | Estados Unidos         | Por juntarem esforços científicos por mais de vinte anos, inicialmente em colaboração com J. C. Shaw na RAND Corporation, e subsequenciamente com numerosos colegas na Carnegie Mellon University, fizeram contribuições básicas para a inteligência artificial, psicologia da cognitividade humana, e processo de listas. |
| 1976 | 12 |                   | Michael Rabin          | Israel                 | Pelo artigo "Finite Automata and Their Decision Problem", escrito por ambos, que introduziu a ideia de máquina não determinista, o que se provou um conceito de enorme valor. O seu (Scott & Rabin) artigo clássico foi fonte de inspiração para vários trabalhos neste campo. |
| 1976 | 13 |                   | Dana Scott             | Estados Unidos         | Pelo artigo "Finite Automata and Their Decision Problem", escrito por ambos, que introduziu a ideia de máquina não determinista, o que se provou um conceito de enorme valor. O seu (Scott & Rabin) artigo clássico foi fonte de inspiração para vários trabalhos neste campo. |
| 1977 | 14 |                   | John Backus            | Estados Unidos         | Por profundas, influentes, e duradouras contribuições para o projeto de sistemas práticos de programação de alto-nível, principalmente através de seu trabalho com o Fortran, e por publicações importantes na especificação formal de procedimentos de linguagens de programação. |
| 1978 | 15 |                   | Robert Floyd           | Estados Unidos         | Por deixar uma clara influência nas metodologias para a criação de software eficiente e confiável, e ajudar a fundar os seguintes campos importantes da ciência da computação: teoria do parsing, a semântica das linguagens de programação, verificação automática de programas, programação automática, e análise de algoritmos. |
| 1979 | 16 |                   | Kenneth Iverson        | Canadá                 | Por seu esforço pioneiro nas linguagens de programação e na notação matemática num campo conhecido hoje como APL, por suas contribuições para a implementação de sistemas interativos, uso educacional das APL, e teoria e prática das linguagens de programação. |
| 1980 | 17 |                   | C.A.R. Hoare           | Reino Unido            | Por sua contribuição fundamental para a definição e projeto de linguagens de programação. |
| 1981 | 18 |                   | Edgar Frank Codd       | Reino Unido            | Por sua contínua e fundamental contribuição para a teoria prática dos sistemas gerenciadores de banco de dados. |
| 1982 | 19 |                   | Stephen Cook           | Estados Unidos         | Pelo avanço no entendimento da complexidade da computação de forma significante e profunda. |
| 1983 | 20 |                   | Ken Thompson           | Estados Unidos         | Pelo desenvolvimento da teoria geral de sistemas operacionais e especialmente pela implementação do sistema operacional UNIX. |
| 1983 | 21 |                   | Dennis Ritchie         | Estados Unidos         | Pelo desenvolvimento da teoria geral de sistemas operacionais e especialmente pela implementação do sistema operacional UNIX. |
| 1984 | 22 |                   | Niklaus Wirth          | Suíça                  | Por desenvolver uma série de linguagens de computador inovadoras, EULER, ALGOL-W, MODULA e PASCAL. |
| 1985 | 23 |                   | Richard Karp           | Estados Unidos         | Por sua contínua contribuição para a teoria dos algoritmos, incluindo o desenvolvimento de algoritmos eficientes para fluxo de rede e outros problemas de combinação, a identificação de tempo-plinominal com a noção intuitiva de eficiência do algoritmo e, mais notadamente, contribuições para a teoria de NP-Completude. |
| 1986 | 24 |                   | John Hopcroft          | Estados Unidos         | Por realizações fundamentais no projeto e análise de algoritmos e estruturas de dados. |
| 1986 | 25 |                   | Robert Tarjan          | Estados Unidos         | Por realizações fundamentais no projeto e análise de algoritmos e estruturas de dados. |
| 1987 | 26 |                   | John Cocke             | Estados Unidos         | Por contribuições significativas no projeto e teoria dos compiladores, a arquitetura de vários sistemas e o desenvolvimento da arquitetura RISC. |
| 1988 | 27 |                   | Ivan Sutherland        | Estados Unidos         | Por sua contribuição visionária e pioneira para a computação gráfica, começando com o Sketchpad, e continuação posterior. |
| 1989 | 28 |                   | William Kahan          | Canadá                 | Por sua contribuição fundamental para a análise numérica. Um dos primeiros peritos em computação de ponto-flutuante, dedicou-se a "fazer o mundo seguro para computações numéricas". |
| 1990 | 29 |                   | Fernando Corbató       | Estados Unidos         | Por seu trabalho pioneiro organizando os conceitos e liderando o desenvolvimento de sistema de computação de propósito geral, larga escala, tempo compartilhado e compartilhamento de recursos, CTSS e Multics. |
| 1991 | 30 |                   | Robin Milner           | Reino Unido            | Por três diferentes contribuições: 1- LCF, a mecanização das funções lógicas de computação de Scott, provavelmente a primeira ferramenta prática para uma máquina de demonstração de teoremas (machine assisted proof construction); 2- ML, a primeira linguagem a incluir um tipo inferente polimórfico junto a um tipo de mecanismo de tratamento seguro de exceções; 3- CCS, uma teoria geral de computador concorrente. Além disto, ele formulou e avançou fortemente com a abstração, o estudo do relacionamento entre a semântica operacional e de denotação (operational semantics/denotational semantics). |
| 1992 | 31 |                   | Butler Lampson         | Estados Unidos         | Por contribuições para o desenvolvimento de ambientes de computação pessoal distribuídos e a tecnologia para a sua implementação: workstations, rede de computadores, Sistemas operacionais, sistemas de programação, displays, segurança e publicação de documentos. |
| 1993 | 32 |                   | Juris Hartmanis        | Estados Unidos         | Em reconhecimento ao seu artigo em que estabeleceu as fundações para o campo da teoria da complexidade computacional. |
| 1993 | 33 |                   | Richard Stearns        | Estados Unidos         | Em reconhecimento ao seu artigo em que estabeleceu as fundações para o campo da teoria da complexidade computacional. |
| 1994 | 34 |                   | Edward Feigenbaum      | Estados Unidos         | Pelo pioneirismo no projeto de construção em larga escala de sistemas de inteligência artificial, demonstrando a importância prática e potencial comercial desta tecnologia. |
| 1994 | 35 |                   | Raj Reddy              | Estados Unidos         | Pelo pioneirismo no projeto de construção em larga escala de sistemas de inteligência artificial, demonstrando a importância prática e potencial comercial desta tecnologia. |
| 1995 | 36 |                   | Manuel Blum            | Venezuela              | Em reconhecimento a sua contribuição para os fundamentos da teoria da complexidade computacional e sua aplicação para criptografia e validação de programas. |
| 1996 | 37 |                   | Amir Pnueli            | Israel                 | Pelo trabalho introdutório lógica temporal na ciência da computação e por importantes contribuições para a verificação formal de programas e sistemas. |
| 1997 | 38 |                   | Douglas Engelbart      | Estados Unidos         | Por uma visão inspirada do futuro da computação interativa e a invenção de tecnologias chaves que ajudaram a realizar esta visão. |
| 1998 | 39 |                   | James Gray             | Estados Unidos         | Por contribuições a pesquisa de banco de dados, processo de transações e liderança técnica na implementação de sistemas. |
| 1999 | 40 |                   | Fred Brooks            | Estados Unidos         | Por contribuições marcantes para a arquitetura de computadores, sistemas operacionais, e engenharia de software. |
| 2000 | 41 |                   | Andrew Chi-Chih Yao    | China                  | Em reconhecimento pela sua contribuição fundamental para a teoria da computação, incluindo a teoria (complexity-based) da geração de números pseudoaleatórios, criptografia e complexidade de comunicação. |
| 2001 | 42 |                   | Ole-Johan Dahl         | Noruega                | Por ideias fundamentais para o surgimento da programação orientada ao objeto, por meio do projeto das linguagens de programação Simula I e Simula 67. |
| 2001 | 43 |                   | Kristen Nygaard        | Noruega                | Por ideias fundamentais para o surgimento da programação orientada ao objeto, por meio do projeto das linguagens de programação Simula I e Simula 67. |
| 2002 | 44 |                   | Ronald Rivest          | Estados Unidos         | Por sua engenhosa contribuição em fazer uso prático da criptografia de chave pública. |
| 2002 | 45 |                   | Adi Shamir             | Israel                 | Por sua engenhosa contribuição em fazer uso prático da criptografia de chave pública. |
| 2002 | 46 |                   | Leonard Adleman        | Estados Unidos         | Por sua engenhosa contribuição em fazer uso prático da criptografia de chave pública. |
| 2003 | 47 |                   | Alan Kay               | Estados Unidos         | Pelo pionerismo em muitas da ideias da raiz das atuais linguagens de programação orientadas a objeto, liderando o grupo que desenvolveu o Smalltalk, e por contribuições fundamentais para a computação pessoal. |
| 2004 | 48 |                   | Vint Cerf              | Estados Unidos         | Pelo trabalho pioneiro em internetworking, incluindo o projeto e implementação do TCP/IP , protocolo de comunicação base da Internet, e por inspirar liderança em networking (trabalho de rede). |
| 2004 | 49 |                   | Robert Kahn            | Estados Unidos         | Pelo trabalho pioneiro em internetworking, incluindo o projeto e implementação do TCP/IP , protocolo de comunicação base da Internet, e por inspirar liderança em networking (trabalho de rede). |
| 2005 | 50 |                   | Peter Naur             | Dinamarca              | Pela contribuição fundamental para o projeto das linguagens de programação e definição do ALGOL 60, e projeto de compilador, a para a arte e prática da programação de computadores. |
| 2006 | 51 |                   | Frances Allen          | Estados Unidos         | Pela contribuição que aumentaram o desempenho dos programas de computador resolvendo problemas, e acelerando o uso de computação de alto desempenho. |
| 2007 | 52 |                   | Edmund Clarke          | Estados Unidos         | Pelo desenvolvimento da Model Checking (Verificação de Modelos) em uma efetiva verificação tecnológica, largamente utilizada nas indústrias de hardware e software. |
| 2007 | 53 |                   | Ernest Allen Emerson   | Estados Unidos         | Pelo desenvolvimento da Model Checking (Verificação de Modelos) em uma efetiva verificação tecnológica, largamente utilizada nas indústrias de hardware e software. |
| 2007 | 54 |                   | Joseph Sifakis         | Grécia                 | Pelo desenvolvimento da Model Checking (Verificação de Modelos) em uma efetiva verificação tecnológica, largamente utilizada nas indústrias de hardware e software. |
| 2008 | 55 |                   | Barbara Liskov         | Estados Unidos         | Pelas contribuições práticas e teóricas para os fundamentos da linguagem de programação e projeto de sistemas, especialmente relacionadas com a abstração de dados, tolerância a falhas, e computação distribuída. |
| 2009 | 56 |                   | Charles Thacker        | Estados Unidos         | Por sua concepção e realização pioneira do Alto, o primeiro computador pessoal moderno, e além de suas contribuições para a Ethernet e o Tablet PC. |
| 2010 | 57 |                   | Leslie Valiant         | Reino Unido            | Por contribuições transformativas à teoria da computação, incluindo a teoria do aprendizado provavelmente aproximadamente correto (PAC), a complexidade da enumeração e da computação algébrica, e a teoria da computação paralela e distribuida. |
| 2011 | 58 |                   | Judea Pearl            | Israel, Estados Unidos | Por contribuições fundamentais para a inteligência artificial, através do desenvolvimento de um cálculo de raciocínio probabilístico e causal. |
| 2012 | 59 |                   | Silvio Micali          | Itália, Estados Unidos | Pelo trabalho transformador que estabeleceu fundamentos de complexidade teórica para a ciência da criptografia e no processo de novos métodos para a verificação eficente de provas matemáticas da teoria de complexidade. |
| 2012 | 60 |                   | Shafrira Goldwasser    | Estados Unidos         | Pelo trabalho transformador que estabeleceu fundamentos de complexidade teórica para a ciência da criptografia e no processo de novos métodos para a verificação eficente de provas matemáticas da teoria de complexidade. |
| 2013 | 61 |                   | Leslie Lamport         | Estados Unidos         | Por contribuições fundamentais para a teoria e prática de sistemas distribuídos e concorrentes, notavelmente pela invenção de conceitos como causalidade e relógios lógicos, segurança e liveness, máquinas de estados replicados, e consistência seqüencial. |
| 2014 | 62 |                   | Michael Stonebraker    | Estados Unidos         | Inventou muitos dos conceitos que são utilizados em quase todos os sistemas modernos de bases de dados. Muitos dos sistemas que desenvolveu foram lançados como softwares abertos, o que garantiu a sua ampla adoção. |
| 2015 | 63 |                   | Martin Hellman         | Estados Unidos         | Por contribuições fundamentais para a criptografia moderna. O artigo inovador de 1976 de Diffie e Hellman, "New Directions in Cryptography", introduziu as idéias de criptografia de chave pública e assinaturas digitais, que são a base para protocolos de segurança mais regularmente utilizados na internet na atualidade. |
| 2015 | 64 |                   | Whitfield Diffie       | Estados Unidos         | Por contribuições fundamentais para a criptografia moderna. O artigo inovador de 1976 de Diffie e Hellman, "New Directions in Cryptography", introduziu as idéias de criptografia de chave pública e assinaturas digitais, que são a base para protocolos de segurança mais regularmente utilizados na internet na atualidade. |
| 2016 | 65 |                   | Tim Berners-Lee        | Reino Unido            | Por inventar a World Wide Web, o primeiro navegador web, e os protocolos e algoritmos fundamentais que permitiram a escalabilidade da web. |
| 2017 | 66 |                   | David A. Patterson     | Estados Unidos         | Por serem pioneiros em uma abordagem sistemática e quantitativa para o projeto e avaliação de arquiteturas de computadores com impacto duradouro na indústria de microprocessadores. |
| 2017 | 67 |                   | John LeRoy Hennessy    | Estados Unidos         | Por serem pioneiros em uma abordagem sistemática e quantitativa para o projeto e avaliação de arquiteturas de computadores com impacto duradouro na indústria de microprocessadores. |
| 2018 | 68 |                   | Yoshua Bengio          | Canadá                 | Por avanços conceituais e de engenharia que tornaram as redes neurais profundas um componente crítico da computação. |
| 2018 | 69 |                   | Geoffrey Hinton        | Reino Unido            | Por avanços conceituais e de engenharia que tornaram as redes neurais profundas um componente crítico da computação. |
| 2018 | 70 |                   | Yann LeCun             | França                 | Por avanços conceituais e de engenharia que tornaram as redes neurais profundas um componente crítico da computação. |
| 2019 | 71 |                   | Edwin Catmull          | Estados Unidos         | Por contribuições fundamentais à computação gráfica em 3D e o impacto revolucionário dessas técnicas nas imagens geradas por computador (CGI) na produção de filmes e em outras aplicações. |
| 2019 | 72 |                   | Pat Hanrahan           | Estados Unidos         | Por contribuições fundamentais à computação gráfica em 3D e o impacto revolucionário dessas técnicas nas imagens geradas por computador (CGI) na produção de filmes e em outras aplicações. |
| 2020 | 73 |                   | Alfred Aho             | Canadá                 | Por algoritmos fundamentais e a teoria subjacente à implementação da linguagem de programação e por sintetizar esses resultados e os de outros em seus livros altamente influentes, que educaram gerações de cientistas da computação. |
| 2020 | 74 |                   | Jeffrey Ullman         | Estados Unidos         | Por algoritmos fundamentais e a teoria subjacente à implementação da linguagem de programação e por sintetizar esses resultados e os de outros em seus livros altamente influentes, que educaram gerações de cientistas da computação. |
| 2021 | 75 |                   | Jack Dongarra          | Estados Unidos         | Por contribuições pioneiras para algoritmos numéricos e bibliotecas que permitiram que o software computacional de alto desempenho acompanhasse as melhorias exponenciais de hardware por mais de quatro décadas. |
| 2022 | 76 |                   | Robert Metcalfe        | Estados Unidos         | Pela invenção, padronização e comercialização de ethernet. |
| 2023 | 77 |                   | Avi Wigderson          | Estados Unidos         | Por reformular nossa compreensão do papel da aleatoriedade na computação e por décadas de liderança intelectual nas teorias de ciência da computação. |
| 2024 | 78 |                   | Andrew Barto           | Estados Unidos         | Pelo desenvolvimento das bases conceptuais e algorítmicas da aprendizagem por reforço |
| 2024 | 79 | Richard S. Sutton | Richard S. Sutton      | Estados Unidos         | Pelo desenvolvimento das bases conceptuais e algorítmicas da aprendizagem por reforço |